# ديفيد بيكمان (مدرب رياضي)
ديفيد بيكمان (بالإنجليزية: David Beckman)‏ هو مدرب رياضي أمريكي، ولد في 8 يونيو 1938.